# Palantir Technologies
Palantir Technologies Inc. este o companie americană listată la bursă, specializată în platforme software pentru analizarea big data. Cu sediul central în Denver, Colorado, a fost fondată de Peter Thiel, Stephen Cohen, Joe Lonsdale, și Alex Karp în 2003.
The Guardian a relatat în 2023 că Palantir a primit un contract cu NHS (Național Health Service) din Marea Britanie. Această evoluție a stârnit îngrijorări în ceea ce privește confidențialitatea pacienților, deoarece Palantir a fost asociată în mod istoric cu tehnologia de spionaj.
În 2025, au apărut informații că Palantir colaborează îndeaproape cu Serviciul de Imigrare și Control Vamal al SUA pentru a facilita deportările în masă efectuate de administrația Trump.